# ولادیمیر پوشکارف
ولادیمیر پوشکارف (روسی: Владимир Владимирович Пушкарев؛ ۱۹۲۱ – ۱۹۹۴) وزنه‌بردار اهل شوروی بود.

وی همچنین برندهٔ جوایزی همچون قهرمان ورزشی اتحاد شوروی شده‌است.
وی در مسابقات کشوری و بین‌المللی در مجموع برندهٔ ۱ مدال طلا، ۱ مدال برنز شده‌است.